# Kyra Sedgwick
Pour les articles homonymes, voir Sedgwick.
Kyra Sedgwick est une actrice et productrice américaine née le 19 août 1965 à New York.

## Biographie
Kyra Sedgwick est née à New York en 1965 d'une mère professeur de diction, thérapeute familiale et d'un père capital-risqueur. Elle a une sœur, Holly Sedgwick, un jeune frère, acteur lui aussi, Robert Sedgwick, et un demi-frère, Mike Stern, guitariste de jazz. Elle est diplômée de l'USC (université du Sud de la Californie). En 1982, elle suit des cours de théâtre. De 2005 à 2012, elle tient le rôle du chef adjoint Brenda Leigh Johnson dans la série américaine The Closer, considérée comme son plus grand rôle à la télévision. Pour ce rôle, elle a été nommée cinq fois aux Emmy Awards et au Golden Globe, elle a gagné un Satellite Award en 2005 et en 2006, un Golden Globe en 2007, un People's Choice Award en 2009, et un Emmy Award en 2010. Kyra Sedgwick a reçu son étoile sur le Hollywood Walk of Fame, à côté de celle de son mari, en juin 2009. Elle a également été nommée une fois comme meilleure actrice dans un second rôle pour Amour et Mensonges (Something to Talk About), dans le personnage d'Emma Rae King, ainsi que pour le prix de la meilleure actrice principale dans la mini-série Miss Rose White.
Kyra Sedgwick est la cousine germaine d'Edie Sedgwick, une des actrices et muses d'Andy Warhol au milieu des années 1960.

### Vie privée

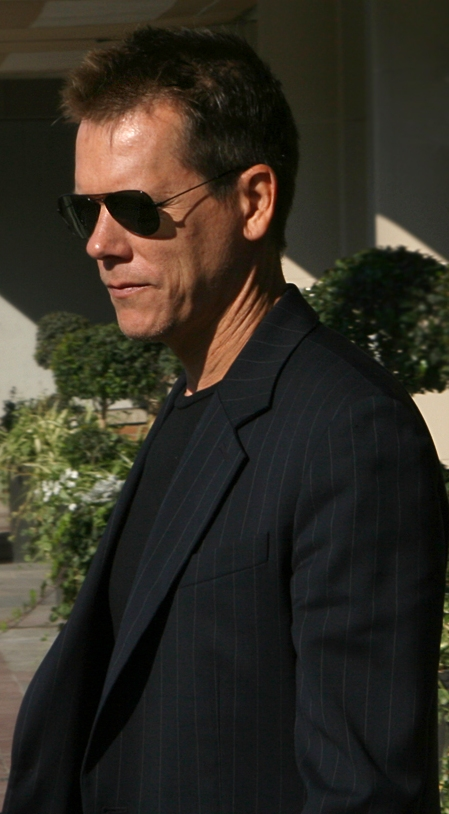
Kevin Bacon son époux depuis 1988, ici au Festival international du film de Toronto en 2007.

Kyra Sedgwick est mariée depuis le 4 septembre 1988 à l'acteur Kevin Bacon qu'elle a rencontré la même année sur le tournage du téléfilm Lemon Sky et avec qui elle a eu deux enfants, Sosie et Travis Bacon. Elle est la tante des chanteurs Justin Nozuka, George Nozuka et de l'acteur Philip Nozuka (leur mère étant la sœur de Kyra Sedgwick).
L'actrice mène sa vie, partagée entre New York et Los Angeles, où elle tourne sa série, The Closer au printemps, souvent en automne également.
Sa fortune personnelle a été durement affectée par le montage financier frauduleux de Bernard Madoff révélé en décembre 2008. Le couple Bacon-Sedgwick a tout perdu, excepté sa propriété immobilière et ses avoirs sur ses comptes courants.
Kyra Sedgwick est la demi-sœur du guitariste de jazz Mike Stern.

## Filmographie

### Actrice

#### Cinéma
- 1985 : War and Love : Halina
- 1986 : Taï-Pan : Tess Brock
- 1988 : Kansas : Prostitute Drifter
- 1989 : Né un 4 juillet (Born on the Fourth of July) avec Tom Cruise : Donna, petite amie de Ron
- 1990 : Mr. & Mrs. Bridge : Ruth Bridge
- 1991 : Ptyates : Sam
- 1992 : Singles (film) : Linda Powell
- 1993 : Drôles de fantômes (Hearts and Souls) : Julia
- 1995 : Meurtre à Alcatraz (Murder in the First) : Blanche, Hooker
- 1995 : Amour et Mensonges (Something to Talk About) avec Julia Roberts : Emma Rae King
- 1995 : The Low Life (en) de George Hickenlooper : Bevan
- 1996 : Phénomène (Phenomenon), avec John Travolta : Lace Pennamin
- 1997 : Critical Care : Felicia Potter
- 1998 : Montana : Claire Kelsky
- 2000 : Labor Pains : Sarah Raymond
- 2000 : What's Cooking? : Rachel Seelig
- 2002 : Personal Velocity: Three Portraits : Delia Shunt
- 2002 : Just a Kiss : Halley
- 2002 : Pour quelques minutes de bonheur (Behind the Red Door) : Natalie
- 2003 : Le Secret des frères McCann (Secondhand Lions) : Mae
- 2003 : Batman : La Mystérieuse Batwoman (Batman: Mystery of the Batwoman) : Voix de Batwoman
- 2004 : The Woodsman : Vicki
- 2004 : La Vie d'une femme (Cavedweller): Delia Byrd
- 2005 : Loverboy de Kevin Bacon : Emily
- 2007 : Maxi papa (The Game Plan) avec Dwayne Johnson : Stella
- 2009 : Ultimate Game (Gamer) avec Gerard Butler et Michael C. Hall : Gina Parker Smith
- 2010 : Story of a Girl : Debbie
- 2012 : Dos au mur (Man on a Ledge) : Suzie Morales
- 2012 : Possédée (The Possession) d'Ole Bornedal : Stephanie Brenek
- 2013 : Kill Your Darlings de John Krokidas : Marian Carr
- 2013 : Chlorine : Georgie
- 2013 : Reach Me de John Herzfeld : Colette
- 2014 : The Road Within de Gren Wells : Dr. Mia Rose
- 2016 : The Edge of Seventeen de Kelly Fremon Craig : Mona
- 2019 : Villains de Dan Berk et Robert Olsen : Gloria

#### Télévision
- 1981 : Another World : Julia Shearer #1 (1982-1983)
- 1985 : Miami Vice
- 1985 : Cindy Eller: A Modern Fairy Tale : Cindy Eller
- 1987 : The Wide Net
- 1987 : L'Homme qui brisa ses chaînes (The Man Who Broke 1,000 Chains) : Lillian Salo, la petite amie de Robert
- 1988 : Lemon Sky : Carol
- 1990 : Women and Men: Stories of Seduction : Arlene
- 1991 : Women & Men 2: In Love There Are No Rules : Arlene Megeffin
- 1992 : Miss Rose White : Reyzel Weiss / Rose White
- 1993 : Family Pictures (en) : Nina Eberlin
- 1993 : Drôles de fantômes (Heart and Souls) : Julia
- 1996 : Les Orages d'un été (Losing Chase) : Elizabeth Cole
- 1998 : Twelfth Night, or What You Will : Countess Olivia
- 2000 : Talk to Me : Janey Munroe
- 2001 : Hudson's Law
- 2002 : Door to Door : Shelly Soomky Brady
- 2002 : Ally McBeal : Helene/Helena
- 2004 : Something the Lord Made : Mary Blalock
- 2005-2012 : The Closer : L.A. enquêtes prioritaires : Brenda Leigh Johnson
- 2013-2021 : Brooklyn Nine-Nine : Deputy Chief (puis Bureau Chief) Madeline Wuntch
- 2017 : Ten Days in the Valley : Jane Sadler
- 2022 : Les Gardiens de la Galaxie : Joyeuses Fêtes (The Guardians of the Galaxy Holiday Special) : elle-même
- 2023 : L'Été où je suis devenue jolie (The Summer I Turned Pretty) : Julia

### Réalisatrice
- 2017 : Une famille en morceaux (Story of a Girl)

### Productrice

#### Télévision
- 1996 : Les Orages d'un été (Losing Chase)

#### Cinéma
- 2004 : Cavedweller
- 2006 : Loverboy
- 2010 : Story of a Girl

## Distinctions
- Kyra Sedgwick a reçu le Golden Globe 2007 de la meilleure actrice dans une série télévisée (The Closer).
- Elle a été six fois nommée aux Golden Globes.
- En juin 2009, Kyra Sedgwick reçoit son étoile sur le Hollywood Walk of Fame au côté de celle de son mari, Kevin Bacon.

## Voix francophones
En France, Élisabeth Fargeot est la voix française régulière de Kyra Sedgwick depuis la série The Closer : L.A. enquêtes prioritaires en 2005. Déborah Perret et Céline Monsarrat  l'ont également doublée à cinq et trois reprises. 
Au Québec, Hélène Mondoux  est la voix québécoise régulière de l'actrice. Linda Roy l'a également doublée à trois reprises. 